# Alexander von Kluck
Henrik Rudolf Alexander von Kluck (født 20. maj 1846 i Münster, død 19. oktober 1934 i Berlin) var en tysk general.
Kluck trådte ind i hæren 1865, deltog som fændrik i krigen 1866 og som løjtnant i krigen 1870—71 (blandt andet i kampene ved Metz, Colomby, Vionville og Gravelotte). Uden at gennemgå krigsakademiet avancerede han derefter igennem de forskellige grader som troppeofficer, indtil han 1902 blev generalløjtnant, 1906 General der Infanterie og chef for 5. armékorps (året efter for 1. armékorps) og 1913 generalinspektør for 8. arméinspektion i Berlin. Han blev adlet 1909 og generaloberst i januar 1914.
Ved krigens udbrud 1914 blev han fører for 1. armé og var på tyskernes højre fløj under fremmarchen gennem Belgien; han vandt 26. august ved Mons over englænderne og 31. august over franskmændene ved Combles, hvorefter han med uhyre energi fortsatte fremrykningen mod Paris, men det synes, som om det har manglet noget på en intim samvirken med den øverste hærledelse og naboarméen, således at von Kluck ikke helt kan frigøre sig for medskyld i nederlaget ved Marne 1914. 27. marts 1915 fratrådte han kommandoen over 1. armé og stilledes i 1916 til disposition. 1920 udgav han Der Marsch auf Paris und die Marneschlacht og Führung und Taten der 1. Armé.